# احسان امان
احسان امان (انگلیسی: Ehsan Aman؛ زادهٔ ۱۹۵۹) خواننده و آهنگساز افغان است. وی از سال ۱۹۷۸ میلادی تاکنون مشغول فعالیت بوده‌است.